# (10277) Micheli
(10277) Micheli est un astéroïde de la ceinture principale.

## Description
(10277) Micheli est un astéroïde de la ceinture principale. Il fut découvert le 2 mars 1981 à l'observatoire de Siding Spring par Schelte J. Bus. Il présente une orbite caractérisée par un demi-grand axe de 2,71 UA, une excentricité de 0,09 et une inclinaison de 1,4° par rapport à l'écliptique.